# Хомйонжа (Опольське воєводство)
Хомйонжа (пол. Chomiąża, нім. Komeise) — село в Польщі, у гміні Ґлубчиці Ґлубчицького повіту Опольського воєводства.
Населення — 157 осіб (2011).

## Демографія
Демографічна структура станом на 31 березня 2011 року:
|          | Загалом | Допрацездатний вік | Працездатний вік | Постпрацездатний вік |
| -------- | ------- | ------------------ | ---------------- | -------------------- |
| Чоловіки | 71      | 10                 | 50               | 11                   |
| Жінки    | 86      | 9                  | 45               | 32                   |
| Разом    | 157     | 19                 | 95               | 43                   |